# 賓·艾利洛
班哲文·恩鍾古艾·艾利洛（英語：Benjamin Njongoue Elliott，2002年11月5日—），通稱賓·艾利洛（Ben Elliott），是一名職業足球員，司職中場，現時效力英甲球會雷丁。於英格蘭出生的艾利洛代表喀麥隆參加國際比賽。

## 球會生涯

### 車路士
艾利洛出生於倫敦，並在當地球會京斯頓人（Kingstonian）開始足球生涯。他在8歲時轉投英超球會車路士的青訓學院。艾利洛在15歲時經歷嚴重膝傷，令他需休養兩年。他在2019年11月與車路士簽下首份職業合約。
他在2022–23賽季期間的世界盃休季期參與了球會一隊在阿布扎比的訓練營。

### 雷丁
2023年8月15日，英甲球會雷丁宣布簽入艾利洛，他簽下一紙為期三年的合約。四日後，他在對陣史提芬納治的聯賽比賽中上演職業生涯地標戰，於比賽第73分鐘後備上陣，協助球隊以2–0勝出。

## 國家隊生涯
艾利洛出生於英格蘭，而他的父親是喀麥隆人，因此他擁有代表英格蘭和喀麥隆的資格。他曾代表英格蘭U15和U16，並擔任英格蘭U15的隊長。
2023年3月，艾利洛首次獲喀麥隆國家隊徵召，但因轉籍文件延誤，而未能在該國際賽期為喀麥隆上陣。同年6月10日，他在對陣墨西哥的熱身賽中上演國家隊地標戰，於比賽第87分鐘後備入替。
2024年1月，艾利洛入選喀麥隆的2023年非洲國家盃參賽名單，但他並未在賽事中上陣。

## 生涯統計

### 球會
最後更新：2024年4月27日
| 效力球會  | 球季     | 聯賽     | 聯賽 | 聯賽 | 國家盃賽 | 國家盃賽 | 聯賽盃賽 | 聯賽盃賽 | 其他 | 其他 | 總計 | 總計 |
| 效力球會  | 球季     | 聯賽     | 上陣 | 入球 | 上陣     | 入球     | 上陣     | 入球     | 入球 | 入球 | 上陣 | 入球 |
| --------- | -------- | -------- | ---- | ---- | -------- | -------- | -------- | -------- | ---- | ---- | ---- | ---- |
| 車路士U21 | 2021–22  | —        | —    | —    | —        | —        | —        | —        | 2    | 0    | 2    | 0    |
| 車路士U21 | 2022–23  | —        | —    | —    | —        | —        | —        | —        | 4    | 1    | 4    | 1    |
| 車路士U21 | 總計     | 總計     | —    | —    | —        | —        | —        | —        | 6    | 1    | 6    | 1    |
| 雷丁      | 2023–24  | 英甲     | 37   | 0    | 2        | 0        | 1        | 0        | 2    | 1    | 42   | 1    |
| 生涯總計  | 生涯總計 | 生涯總計 | 37   | 0    | 2        | 0        | 1        | 0        | 8    | 2    | 48   | 2    |

1. 1 2 3  於英格蘭足球聯賽錦標賽賽事上陣。

### 國家隊
最後更新：2024年1月9日 
| 代表國家隊 | 年份 | 上陣 | 入球 |
| ---------- | ---- | ---- | ---- |
| 喀麥隆     | 2023 | 4    | 0    |
| 喀麥隆     | 2024 | 1    | 0    |
| 總計       | 總計 | 5    | 0    |